# 目黒祐樹
目黒 祐樹（めぐろ ゆうき、1947年8月15日 - ）は、日本の俳優・歌手・司会者。東京都出身。身長172センチ、血液型はA型。劇団青年座所属。

## 来歴
幼少時より子役として各社の映画に出演していたが、東映のテレビ映画第1作である『風小僧』第1部主演を最後に学業に専念、同志社中学校に進学する。その後、同志社高等学校に進むが留学を志し、中退。米国ハワイやセントルイスのハイスクールに学ぶ。その後、ボストン大学の演劇学科や南カリフォルニア大学に学ぶも中退。帰国後、映画『太陽の野郎ども』に主演し、本格的に俳優としての活動を開始する。
時代劇・現代劇を問わず、多くの映画・テレビ作品に出演、1980年にアメリカで放送された『将軍 SHŌGUN』ではエミー賞の最優秀助演男優賞にノミネートされる。
ミュージカルではレコードを出した歌唱力を見せているほか、情報番組で司会もしている。

## 人物
趣味は水泳・ゴルフ。特技は英会話・殺陣・関西弁・活動弁士。
学生時代に留学歴があるため、英語が堪能であり通訳無しで会話することがほとんどで、発音もネイティヴに近い。
妻は江夏夕子、娘は近衛はな。おしどり夫婦として有名である。夫婦や親子3人で旅番組などにも多く出演している。父は近衛十四郎、母は水川八重子、兄は松方弘樹。

## 出演
☆太字は主演

### 映画
- やくざ狼（1953年、新東宝） - 平太郎
- 花祭底抜け千一夜（1954年、新東宝） - 武
- 浮かれ狐千本桜（1954年、新東宝） - 善太
- 里見八犬伝 暁の勝鬨（1954年、東映） - 里見義通
- 阿修羅四天王（1955年、東映） - 次郎松
- 快傑黒頭巾 マグナの瞳（1955年、東映） - 類吉
- 疾風の晴太郎（1955年、東宝） - 磐城屋信吉
- 喧嘩奴（1955年、松竹） - 勢之佐
- 流転（1956年、松竹）
- 伝七捕物帖 女狐駕篭（1956年、松竹） - トン坊
- まだら頭巾剣を抜けば　乱れ白菊（1957年、松竹） - 霞小僧 ※父の近衛十四郎と共演
- 幕末美少年録 会津の決死隊(1959年、東映） - 神崎房之助
- 里見八犬伝シリーズ（1959年、東映） - 里見義通
  - 里見八犬傳
  - 里見八犬傳 妖怪の乱舞
  - 里見八犬傳 八剣士の凱歌
- 新吾十番勝負 完結篇（1960年、東映） - 徳川宗武
- 太陽の野郎ども（1969年、松竹） - 主演・榊達也
- 栄光の黒豹（1969年、松竹） - 小宮山裕司 ※後の妻となる江夏夕子と共演
- めくらのお市 命貰います（1970年、松竹） - 法師三九郎
- 涙の流し唄 命預けます（1970年、松竹） - 平雄作
- 人間標的（1971年、松竹） - 村山刑事
- 非情学園 ワル（1973年、東映）
- 華麗なる一族（1974年、東宝） - 万俵銀平
- ルパン三世 念力珍作戦（1974年、東宝） - 主演・ルパン三世
- 実録外伝 大阪電撃作戦（1976年、東映） ※兄の松方弘樹と共演
- 里見八犬伝（1983年、角川映画） - 蟇田素藤
- 零戦燃ゆ（1984年） - 宮野善治郎
- 子象物語 地上に降りた天使（1986年、東宝）
- ペンタの空（1991年、東宝）
- ヤマトタケル（1994年、東宝） - スサノオノミコト
- スペースポリス（2004年） - 軍曹
- 獄に咲く花（2010年） - 福川犀之助
- 蠢動 -しゅんどう-（2013年） - 松宮十三
- 海すずめ（2016年） - 赤松辰三
- やっさだるマン (2018年) - マスター
- RYOMA 空白の三か月 (2018年) - 勝舟太郎
- 武蔵 -むさし-（2019年） - 沢村吉重
- 呪い返し師—塩子誕生（2022年） - 天道光徳

### テレビ映画・ドラマ
- 風小僧（1959年、NET） - 主演・風の小六（風小僧）
- 徳川おんな絵巻 第31話「嵐の中の女」（1970年、関西テレビ） - 遠藤喜四郎
- 鬼平犯科帳 第50話「かまいたち」（1970年、NET）
- 連続テレビ小説（NHK総合）
  - 繭子ひとり（1971年） - 青木啓吉
  - カムカムエヴリバディ（2022年）- 雉真勇（老年期）[4]
- 弥次喜多隠密道中（1971年、日本テレビ） - 主演・青山喜多八 ※第5話に父の近衛十四郎、第8話に兄の松方弘樹がゲスト出演
- 千葉周作 剣道まっしぐら 第42話「男の意地の燃えるとき」（1971年、TBS）- 梶浦新太郎
- シークレット部隊（1972年、TBS） - 秋田チェックマン
- 家光が行く（1972年、日本テレビ） - 弥平次
- 熱血猿飛佐助（1972年、TBS） - 真田幸村
- 二人の素浪人 第18話「剣に砕けた密航船」（1972年、フジテレビ） - 江川右衛門
- 長谷川伸シリーズ 第27話「殴られた石松」（1972年、NET） - 下地の常吉 ※松方と共演
- 素浪人 天下太平 第10話「はぐれ鴉の流れ唄」（1973年、NET） - 佐太郎 ※近衛と共演
- 新選組 第13話「決死隊京に突入す」（1973年、フジテレビ） - 海野次郎太
- いただき勘兵衛 旅を行く（1973年、NET） - 仙太 ※妻になる江夏夕子と近衛と共演。第12話に松方がゲスト出演
- 水戸黄門 (TBS)
  - 第4部 第9話「ごますり剣法免許皆伝・山形」（1973年3月19日） - 北野屋辰之助
  - 第14部 第8話「陰謀砕いた薪能・盛岡」（1983年12月19日） - 関主水正
  - 第16部 第17話「正義運んだ七里飛脚・松江」（1986年8月18日） - 新三
  - 第20部 第43話「男意地気の離縁状・一関」（1991年9月2日） - 江頼屋辰吉役 ※劇中では江刺屋だが、役名クレジットでは江頼屋と表記
  - 第21部 第16話「怨念渦巻く船幽霊・今治」（1992年7月20日） - 丈太郎
  - 第25部 第21話「かげろうお銀の涙・鹿野」（1997年5月19日） - 神崎弥兵衛
  - 第34部 第8話「荒くれ旅籠に咲いた花・花巻」（2005年2月28日） - 銀平
- 大河ドラマ (NHK総合)
  - 国盗り物語（1973年） - 前田利家
  - 元禄太平記（1975年） - 不破数右衛門
  - 獅子の時代（1980年） - 朝比奈茂吉
- 銭形平次 (フジテレビ)
  - 第378話 「あに、いもうと」（1973年） - 伊三郎
  - 第604話 「五年目の真実」（1978年） - 梅吉
- ふりむくな鶴吉 第4話「深川余情」（1974年、NHK総合） - 文次
- ザ・ボディガード（1974年、NET） - 江本雄一郎
- ザ★ゴリラ7（1975年、NET） - 南陽一郎
- 宮本武蔵（1975年、フジテレビ） - 本位田又八
- 徳川三国志（1975年、NET） - 一心太助 ※近衛・松方と共演
- 人魚亭異聞 無法街の素浪人 第10話「一匹狼の歌」（1976年、NET）
- あがり一丁!（1976年、日本テレビ）
  - 第11話「しがない親父の子守唄」 - 洋一郎 ※近衛・松方弘樹と共演
- いごこち満点（1976年、TBS） - 青山俊一
- ポーラテレビ小説 (TBS)
  - さかなちゃん（1976年） - タカクラケン
  - 愛をひとつまみ（1981年） - 華村明彦
  - 夢かける女（1985年）
- 土曜ドラマ (NHK総合)
  - 松本清張シリーズ 最後の自画像（1977年） - 北尾刑事
  - 高橋玄洋シリーズ 虹の花（1978年）
- 土曜ワイド劇場（テレビ朝日）
  - 東京空港殺人事件（1977年）
  - 松本清張の小さな旅館（1981年） - 森田順治
  - 松本清張の山峡の章（1981年）
  - 密会の宿3（1987年）
  - 家政婦は見た!5（1987年）
  - 豪華サロンカー婚約ツアー殺人事件（1987年）
  - 披露宴ツアー殺人事件（1988年）
  - 北陸越前海岸 女達の華麗な斗い （1989年）
  - 棟居刑事の黙示録 （2000年）
  - 女刑事・左近山響子（2011年） - 小笠原幸人
  - 温泉若おかみの殺人推理28（2014年） - 三上社長
- 破れ奉行 第28話「二十五年目の父子唄」（1977年、テレビ朝日） - 猪之吉
- 人形佐七捕物帳 第26話「はぐれた二人の絆」（1977年、テレビ朝日） ※松方と共演
- 新・木枯し紋次郎 第1話「霧雨に二度哭いた」（1977年、12ch） - 小天狗の勇吉
- 柳生一族の陰謀（1978年、関西テレビ） - 柳生左門
- 達磨大助事件帳 第29話「泣くな妹よ」（1978年、テレビ朝日） - 芳松
- ドラマ人間模様 愛の二章・炎の女 （1978年、NHK総合）
- 八甲田山（1978年、TBS） - 倉田大尉
- おてんば人生（1978年、日本テレビ）
- 赤穂浪士（1979年、テレビ朝日） - 上杉綱憲
- 必殺シリーズ (朝日放送)
  - 必殺仕事人 第6話「主水は葵の紋を斬れるか?」（1979年） - 松平聖二郎
  - 必殺仕事人・激突!（1991年） - 同心 成川
  - 必殺仕事人2009 第2話「厚顔無恥」（2009年） - 笠原監物
- 騎馬奉行 第3話「大爆破!将軍暗殺計画」（1979年、関西テレビ）
- 桃太郎侍 (日本テレビ)
  - 第138話「血槍武士道」（1979年） - 伊能新兵衛
  - 第248話「勝手知ったる他人の店」（1981年） - 友吉
- 将軍 SHŌGUN（1980年、NBC/1981年、テレビ朝日） - 近江 ※エミー賞の最優秀助演男優賞にノミネート。
- そば屋梅吉捕物帳 第17話「涙で濡らす雪牡丹」（1980年、12ch） - 梅津又兵衛
- 江戸の朝焼け 第2話「めおと鶴」（1980年、フジテレビ）
- 斬り捨て御免! 第15話「江戸の怪盗流れ星」（1980年、12ch） - 半次郎
- 暴れん坊将軍シリーズ (テレビ朝日)
  - 吉宗評判記 暴れん坊将軍 第109話「天下晴れてのつまみ食い」（1980年） - 柳田市十郎
  - 暴れん坊将軍VIII 第17話「謎! 孤児を集める男」（1998年） - 岡村半四郎
  - ドラマスペシャル 暴れん坊将軍（2008年） - 滝沢監物
- 天皇の料理番（1980年、TBS）
- Gメン'75（1980年、TBS）
  - 第256話「死体に呼ばれた女刑事」 - 相原健一
- 木曜ゴールデンドラマ (よみうりテレビ)
  - 細雪（1980年）
  - 娘よ! 愛と涙の翼で翔べ（1981年）
  - 死の彼方までも（1983年）
  - 嫁も姑も大混乱（1988年）
- 12時間超ワイドドラマ（12ch→テレビ東京）
  - それからの武蔵（1981年） - 徳川家光
  - 竜馬がゆく（1982年） - 岡田以蔵
  - 風雲 柳生武芸帳（1985年） - 宮本武蔵
  - 天下の副将軍水戸光圀 徳川御三家の激闘（1992年） - 渥美格之丞
  - 影武者 徳川家康（2014年） - 本多正信
- 悪党狩り 第21話「殺人者はだれ」（1981年、テレビ東京） - 宗吉
- 鬼平犯科帳 (テレビ朝日)
  - 第2シリーズ（1981年） - 酒井祐助
  - 第3シリーズ（1982年） - 酒井祐助
- 女商一代 やらいでか!（1981年、東海テレビ）
- 柳生新陰流（1982年、テレビ東京） - 柳生十兵衛
- 源九郎旅日記 葵の暴れん坊 第23話「葵は薩摩の怨敵でごわす!」（1982年、テレビ朝日） - 御幌丈介
- 月曜ワイド劇場 美しい女医の診察室1（1982年、テレビ朝日）
- 鳥人伝（1982年、TBS）
- 火曜サスペンス劇場 (日本テレビ)
  - 松本清張の指（1982年）
  - 霧の旅路（1983年）
- 妻そして女シリーズ 女の嵐（1983年、毎日放送）
- ザ・サスペンス「仮面の誘惑」（1983年、TBS）
- 心はロンリー気持ちは「…」（1983年、フジテレビ）
- 怪猫有馬御殿（1983年、フジテレビ） - 有馬左門
- 真夜中の鬼女（1984年、フジテレビ）
- 西部警察 PART-III 第46話「さらば友よ」（1984年、テレビ朝日） - 寺光祐司
- 別れの時（1985年、毎日放送）
- 水曜ドラマスペシャル「人妻三人密会の宿」（1986年、TBS）
- パパはニュースキャスター 第11話（1987年、TBS） - 日向勝也
- 金曜女のドラマスペシャル ある女のラストチャンス （1987年、フジテレビ）
- 若大将天下ご免! 第5話「父のない子に赤い靴!」（1987年、テレビ朝日） - 矢崎晋平
- 三匹が斬る!シリーズ (テレビ朝日)
  - 三匹が斬る! 第21話「さらば三匹!満開の悪の花咲く京の都大路」（1987年）
  - 新三匹が斬る! 第4話「お相手申す、今宵限りの算盤剣法」（1992年） - 草壁十佐衛門
- 女は遊べ物語・戦国亭主操縦法（1987年、名古屋テレビ）
- 火曜スーパーワイド ああ結婚式 （1988年、テレビ朝日）
- ドラマ23 (TBS)
  - 殺したい女（1988年）
  - 妻が夫を疑う時（1988年）
- 月影兵庫あばれ旅（1989年、テレビ東京） - 幻一角
- 土曜ドラマスペシャル (TBS)
  - おやじのヒゲ5（1989年）
- 月曜女のサスペンス (テレビ東京)
  - 華やかな死体（1989年）
  - パパは殺人犯!?（1992年）
- 参上! 天空剣士（1990年、TX） - 主演・桔梗月太郎（天空剣士）
- 鞍馬天狗（1990年、テレビ東京） - 主演・倉田典膳（鞍馬天狗）
- 鬼平犯科帳 (フジテレビ)
  - 第2シリーズ 第6話「雨引の文五郎」（1990年） - 雨引の文五郎
  - 第5シリーズ 第8話「犬神の権三郎」（1994年） - 雨引の文五郎
- 月曜ドラマスペシャル (TBS)
  - おやじのヒゲ9（1991年）
  - おやじのヒゲ11（1991年）
  - 松本清張作家活動40年記念・迷走地図（1992年） - 川村正明
  - 名探偵キャサリン エジプト女王の棺（1999年）
- 忠治旅日記（1992年、TBS） - 長岡友蔵
- 花王ファミリースペシャル 裸の大将 第52話「母子くんち太鼓」（1992年、関西テレビ） - 古賀信広
- 春日八郎物語（1992年、テレビ東京） - 江口夜詩
- 森蘭丸〜戦国を駆け抜けた若獅子〜（1993年、テレビ東京） - 明智光秀
- 騎馬奉行がゆく（1995年、日本テレビ） - 平石主税
- 金曜エンタテイメント 細腕繁盛記2 （1995年、フジテレビ）
- 十兵衛ちゃん2 -シベリア柳生の逆襲- （2004年、テレビ東京） - ヤング柳生十兵衛 ※声優
- 安宅家の人々（2008年、東海テレビ） - 安宅宗右衛門 役
- あの戦争は何だったのか 日米開戦と東條英機（2008年、TBS） - 塚田攻 役
- 落日燃ゆ（2009年、テレビ朝日） - 荒木貞夫 役
- 金曜プレステージ ハマの静香は事件がお好き episode6 （2009年8月21日、フジテレビ）
- 相棒（テレビ朝日）
  - Season 10 第10話「ピエロ」（2012年1月1日） - 大友重雄 役
  - Season 20 第12話「お宝探し」（2022年1月19日） - 東堂元信 役
- 陽だまりの樹（2012年、NHK BSプレミアム） - 多紀誠斉 役
- プレミアムドラマ ハードナッツ! 〜数学girlの恋する事件簿〜 第4話（2013年11月10日、NHK BSプレミアム） - 佐伯隆弘 役
- ほっとけない魔女たち 第35 - 39話（2014年10月20日 - 24日、東海テレビ） - 藤田克己 役
- オリガミの魔女と博士の四角い時間 第2話（2017年3月19日、NHK Eテレ） - 星男
- 父と子の旅路（2018年、東海テレビ） - 花木重彦 役
- それぞれの断崖（2019年、東海テレビ） - 戸田洋平 役
- 月曜プレミア8 警視庁遺失物捜査ファイル（2020年、テレビ東京） - 鷲山時雄 役
- おかしな刑事25（2020年、テレビ朝日） - 三枝信介 役
- 特捜9 season4 第1話・最終話（2021年、テレビ朝日） - 根本正行
- 仮想儀礼（2023年、NHK BS・BSプレミアム4K） - 回向法儒 役[5]

### 演劇
- 沖田総司 - 土方歳三
- 鬼龍院花子の生涯
- 水戸黄門漫遊記 出雲路人情旅 - 佐々木助三郎
- すえひろ物語
- 女は度胸でございます
- 栄花物語
- たかが結婚されど結婚
- 引越し大名
- 喝采 愛のボレロ
- 大殺陣・雄呂血
- ミュージカル「大草原の小さな家」 - チャールズ・インガルス
- ミュージカル「アニー」（2006〜2013年） - オリバー・ウォーバックス
- ジンギスカン 〜わが剣、熱砂を染めよ〜（2011年10月3日-13日、渋谷区文化総合センター大和田） - ジュベ

### 舞台
- 北島三郎特別公演「幡随院長兵衛」 - 水野十郎左衛門
- 北島三郎特別公演「辛ろうござんす ひとり旅」
- 北島三郎特別公演「め組の辰五郎」
- 萬屋錦之介特別公演「宮本武蔵 三十三間堂の巻／一乗寺下り松の巻」 - 佐々木小次郎
- 島倉千代子特別公演「柳橋物語」 - 山本周五郎
- 島倉千代子歌手生活40周年記念公演「オランダおいね」
- ミヤコ蝶々特別公演「花火」
- 森進一特別公演「若殿千両傘」
- 小林幸子特別公演「幸子二役雪之丞変化」
- 小林幸子颯爽公演「蘭方医お幸奮闘記 命抱きしめて」
- 八代亜紀特別公演「越前無情」
- 森昌子特別公演「しあわせ物語」
- 森昌子特別公演「あやめ咲く里」
- 大月みやこ特別公演「おはん恋物語」
- 中村美律子奮闘公演「七変化!名曲歌謡劇場」
- 坂本冬美特別公演「女の花道」

### テレビアニメ
- 十兵衛ちゃん2 〜シベリア柳生の逆襲〜（2004年）ヤング柳生十兵衛 役[6]

### 情報番組
- ごちそうさま（日本テレビ） - さすらいの食いしん坊
- 目黒情報局（2002年4月5日 - 9月27日、テレビ東京） - 司会
- 目黒祐樹のぐっどもーにんぐ!（2002年10月4日 - 2003年3月28日、テレビ東京） - 司会
- 目黒祐樹のぐっどもーにんぐ!2（2003年4月4日 - 9月26日、テレビ東京） - 司会
- 目黒祐樹の岐阜発夢情報 （岐阜放送） - 司会
- 良品工房テレショップ - 司会
- ダイレクト・ショッピング - 司会
- クイズところ変れば!?（テレビ東京） - レギュラー回答者
- ぶらり途中下車の旅（日本テレビ） - レポーター ※複数回
- 午後は○○おもいッきりテレビ（日本テレビ） - コメンテーター
- 夫婦再旅（2017年1月19日、BS日テレ）
- チコちゃんに叱られる!（NHK総合） - 解説VTR内の寸劇「NHKたぶんこうだったんじゃないか劇場」

### ラジオ
- 目黒祐樹のハートフルトゥナイト

### CM
- 春日井製菓 黒あめ「老夫婦篇」 - 安岡力也と共演
- 株式会社ケンコー 白髪染め 「サンカラーマックス」 （2007年） - 夫婦で出演

## ディスコグラフィ
- はみだし野郎の唄 （1973年） ※ドラマ『いただき勘兵衛 旅を行く』のOP曲
- 仙太まつり旅 （1973年） ※ドラマ『いただき勘兵衛 旅を行く』のED曲
- 風に吹かれて
- つぶやき
- ちょっとだけ… （1994年） ※島倉千代子とのデュエット曲